# Pithampur
Pithampur är en stad i delstaten Madhya Pradesh i Indien, och tillhör distriktet Dhar. Folkmängden uppgick till 126 200 invånare vid folkräkningen 2011.